# Lae City Football Club
O Lae City Football Club antigamente Lae City Dwellers Football Club e Toti City Football Club é um clube de futebol semi-profissional com sede em Lae, na Papua-Nova Guiné. O clube joga atualmente a Telikom National Soccer League, que corresponde à primeira divisão no país.
O time ganhou seu primeiro título em 2015 (temporada de estreia do clube) pelo campeonato nacional, derrotando o Madang por 4 a 1, com gols de Lee Wabing, Nigel Dabinyaba, Obert Bika e Raymond Gunemba - tendo Vanya Malagian marcado o gol de honra para o vice.

## Títulos
- Telikom National Soccer League: 2015, 2015–16, 2017, 2018 e 2019-2020